# Servizio militare in Corea del Sud
Dall'istituzione del governo coreano nel 1948, i cittadini della Corea del Sud hanno l'obbligo di proteggere il paese. L'obbligo di prestare servizio militare significa prestare servizio in uno dei rami della Daehanminguk Gukgun o in altri apparati di sicurezza nazionale per un certo periodo di tempo; è l'espressione della lealtà alla nazione stessa.
Le forze armate della Repubblica di Corea si basano sul sistema della coscrizione obbligatoria e hanno subito molti cambiamenti nel corso degli anni per adattarsi ai tempi in rapida evoluzione. L'articolo 39 della Costituzione della Repubblica di Corea prevede che tutti i cittadini abbiano il dovere di difesa nazionale alle condizioni prescritte dalla Costituzione. La legge sul servizio militare stabilita dalla Costituzione stabilisce che tutti i cittadini maschi della Corea del Sud debbano adempiere sinceramente ai doveri del servizio militare come definiti dalla Costituzione e dall'articolo 3 di questa legge.
Queste due clausole costituiscono la base del sistema di coscrizione militare, e la coscrizione obbligatoria è possibile sulla base di queste leggi.

## Storia
Nella seconda metà del 1945 in alcune parti della penisola coreana erano presenti numerose milizie private ed organizzazioni simili in opposizione al dominio nipponico. In seguito alla liberazione da parte delle forze alleate, poiché tali elementi causavano disordini sociali, l'Ufficio del governo militare degli Stati Uniti accelerò l'istituzione delle forze armate regolari annunciando l'Ordine dell'amministrazione militare n.28 il 13 Novembre 1945. Il quartier generale della difesa fu istituito all'interno dell'Ufficio del governo militare e nel Gennaio 1946 fu istituita la Squadra di Polizia per la difesa della Corea del Sud. L'8 Aprile 1946, a seguito della riorganizzazione dell'Ufficio del Governo Militare, fu istituito il Ministero della Difesa Nazionale senza aver tuttavia stabilito un'amministrazione sistematica del servizio militare.
Il Ministero della Difesa Nazionale cominciò la preparazione della Legge sul Servizio Militare per stabilire un sistema di coscrizione obbligatoria e annunciò inoltre la legge sulle Misure Temporanee per il Servizio Militare per l'Istituzione del Personale Militare Volontario per la Salvezza della Nazione allo scopo di reclutamento delle forze di riserva il 20 gennaio 1949. Questa legge era un atto temporaneo fino all'istituzione della versione completa della legge sul servizio militare.
Il 6 Agosto 1949 fu annunciata la Legge sul Servizio Militare composta da 8 Capitoli e 81 Articoli e Addenda. Questa legge specificava le regole di coscrizione in base alla quale chiunque abbia avuto più di 20 anni doveva ricevere un esame fisico (art.23), inoltre il Sindaco, o il capo del distretto provinciale di residenza o domicilio, doveva inviare un avviso di registrazione che specificava l'ora e il luogo della registrazione, ogni anno tra Gennaio e Febbraio, alle persone idonee per coscrizione dell'anno successivo (art.25). Inoltre, furono istituiti i distretti di coscrizione (articolo 27) e, a seconda del risultato dell'esame fisico, soldati e riservisti in servizio attivo furono arruolati in base alla loro corporatura fisica (Articolo 34). Con l'entrata in vigore della Legge sul Servizio Militare, il Ministero della Difesa Nazionale istituì l'Ufficio del Personale Militare all'interno del Quartier Generale dell'Esercito e il Quartier Generale del Distretto di Reclutamento in ogni città e provincia allo scopo di amministrare la coscrizione su vasta scala.
Per la prima volta nella storia, il 6 gennaio 1950 si tenne un esame fisico di coscrizione a livello nazionale, ma a causa del limite di 100.000 effettivi nelle forze armate, la coscrizione regolare era ritenuta non necessaria, e l'Ufficio del Servizio Militare fu sciolto il 4 marzo 1950. Mentre persisteva la mancanza di un'organizzazione incaricata dell'amministrazione della coscrizione e l'abbandono delle truppe statunitensi dalla penisola coreana scoppiò la guerra, che rese necessario il rafforzamento del potere di difesa militare e comportò un aumento della domanda per le risorse militari.
Con lo sbarco di Incheon la linea del fronte fu portata sino al confine coreano-manciuriano. Per reclutare forze necessarie, fu effettuata una seconda registrazione della coscrizione universale con il reclutamento di circa 200.000 soldati in Agosto, appena prima dell'operazione di sbarco. Il governo di conseguenza ricostituì l'organizzazione disciolta, ripristinando il 20 Aprile 1951 un totale di 10 Quartier generali del distretto di reclutamento. L'ingresso dell'esercito comunista cinese nella guerra di Corea paralizzò temporaneamente le attività di amministrazione della coscrizione, ma la bonifica di alcune parti del sud, con il contrattacco nella primavera del 1951, permise la normale ripresa dell'amministrazione dell'attività di coscrizione. Il 15 agosto 1951, fu istituita, all'interno del Ministero della Difesa nazionale, l'Amministrazione della Forza Lavoro Militare con uffici amministrativi e di soccorso insieme al Centro di Ricerca sugli Affari Militari in modo da migliorare l'efficacia dell'Amministrazione della coscrizione. Ogni quartier generale del distretto di reclutamento provinciale era posto direttamente sotto il Ministero della Difesa Nazionale.
Dopo l'armistizio, l'organizzazione subì varie modifiche e venne istituita, all'interno del Ministero della Difesa Nazionale e di conseguenza posta sotto il suo controllo diretto, l'Amministrazione della Forza Lavoro Militare in ciascuna città e provincia a seguito dell'emendamento della Legge del 1 Ottobre 1962 riguardante il Servizio Militare, legge tuttora vigente, incaricando così un organo amministrativo dell'amministrazione della coscrizione. Il 20 agosto 1970, l'Amministrazione della Forza Lavoro Militare divenne indipendente dal Ministero della difesa nazionale con il decreto presidenziale n. 5281 e il nome di Amministrazione della forza lavoro militare della città o della provincia fu cambiato in quello attuale di Amministrazione della Forza Lavoro Militare Regionale della città o della provincia.
Negli anni '80, tre diverse leggi e regolamenti riguardanti il servizio militare furono fuse e divennero sistematiche. Al fine di selezionare i soldati d'élite, i distretti permanenti degli esami fisici sono stati ampliati e i risultati vengono valutati da computer in modo da modernizzare ed eseguire scientificamente gli esami di coscrizione, così da rendere la coscrizione chiara ed equa.
Nel 2003, l'Amministrazione ha cambiato la sua precedente formazione a due uffici (Reclutamento e Mobilitazione-Chiamata) in un sistema a tre uffici (Reclutamento, Servizio Selettivo Militare e Coscrizione) in risposta alle nuove richieste amministrative; creato l'Ufficio Personale e Organizzazione, la Divisione Risorse Estere e la Divisione coscrizione per specializzare il processo di lavoro; infine ha ribattezzato l'Ufficio Regionale di Manodopera Militare in Ufficio di Manodopera Militare per sottolineare ulteriormente l'orgoglio regionale. Nel 2005 l'Amministrazione ha migliorato l'ampliamento del periodo di servizio del Ministro della Difesa e migliorato gli aspetti irrazionali al fine di evitare che il diritto dei soldati in servizio venisse violato a causa dell'imprevedibile ampliamento del periodo di servizio. L'Amministrazione ha eliminato l'istituto di esenzione dal servizio delle persone con residenza permanente all'estero perché usato come mezzo per eludere il servizio.

## Disciplina in vigore
Il servizio militare può essere suddiviso in obbligatorio e volontario. Con il sistema obbligatorio, il servizio militare è richiesto secondo il principio per cui tutti i cittadini di una nazione sono responsabili della difesa del loro paese. Il sistema obbligatorio può essere ulteriormente suddiviso in sistema di arruolamento e sistema di milizia.
- Sistema di arruolamento: è basato sul sistema di coscrizione universale, ogni cittadino è soggetto all'obbligo del servizio militare; le reclute seguono un'istruzione e una formazione per diventare soldati d'élite; il servizio ha una durata prestabilita e successivamente i soldati vengono trasferiti alle unità di riserva, la quale viene mobilitata durante un'emergenza o in tempo di guerra.
- Sistema di milizia: come nel sistema di arruolamento, anche il sistema di milizia si basa sul sistema di coscrizione universale; tutti i cittadini ricevono una formazione militare di base a breve termine e, in tempo di pace, le persone continuano la loro vita; in caso di emergenza, i cittadini vengono convocati per il servizio militare in tempo di guerra; il sistema militare volontario è anche chiamato sistema militare libero.

Gli individui si arruolano nel servizio militare a loro piacimento firmando un contratto con la nazione. I volontari firmano un contratto con il paese e prestano servizio militare arruolandosi in forze, posizioni e rami specifici del servizio. È previsto anche un sistema mercenario, aperto agli stranieri, il cui salario e periodo di servizio sono determinati da un contratto.
La legge sul servizio militare stabilisce le regole relative alle responsabilità del servizio militare. È incentrata sull'imposizione e l'adempimento delle responsabilità relative al servizio militare e sulle regole della punizione per forzare l'adempimento della responsabilità. Una sanzione deve fondarsi sulle leggi e sui regolamenti e il potere discrezionale nel determinare un caso non è consentito. Al fine di prevenire la violazione dei diritti quando una persona non riceve un preavviso, l'emissione di un avviso o un avvertimento deve seguire i passaggi appropriati come definito nelle leggi e nei regolamenti.
I servizi militari sono suddivisi in 5 categorie:
- First Citizen Service (Primo stato di coscrizione ammissibile)
- Active Duty Service (Servizio effettivo)
- Supplemental Service (Lavori di Servizio pubblico in luoghi come il municipio, agenzie governative e strutture pubbliche come le stazioni della metropolitana)
- Reserve Service (Forze di Riserva)
- Second Citizen Service

La legge stabilisce che ogni cittadino coreano, che abbia compiuto 18 anni, sia registrato al First Citizen Service primo stato di coscrizione ammissibile, il che significa che è responsabile per il servizio militare, ma non è ancora tenuto a prestare servizio. Al compimento dei 19 anni è tenuto a sottoporsi all'esame di coscrizione (test fisici militari), il cui esito ne determinerà l'idoneità per il servizio militare. L'esito dei test viene suddiviso in 7 classi. Coloro che appartengono alle prime 4 classi sono idonei per il servizio militare. Chi invece non supera i test, a seconda del risultato ottenuto, può essere soggetto alla mobilitazione del servizio di lavoro in tempo di guerra, oppure essere esentato dalla coscrizione. Il rinvio dell'entrata in servizio è possibile a motivo del proseguimento o conclusione degli studi universitari.
Il sistema militare obbligatorio prevede un servizio di:
- Esercito/Corpo dei Marines 18 Mesi
- Marina Militare 20 Mesi
- Aeronautica Militare 21 Mesi

Dopo la fine del servizio militare obbligatorio le leve sono inserite nelle forze di riserva per un periodo di 8 anni.